# Hero (Mariah Carey)
Hero is een nummer van de Amerikaanse zangeres Mariah Carey uit 1993. Het is de tweede single van haar derde studioalbum Music Box.
Carey schreef het nummer aanvankelijk voor Gloria Estefan voor de gelijknamige film, maar op aandringen van haar producer besloot Carey het zelf op te nemen. Het nummer wordt beschouwd als een van Carey's meest inspirerende en persoonlijke ballads. Carey verklaart in het nummer dat, hoewel mensen zich soms ontmoedigd of somber voelen, ze in werkelijkheid 'helden' zijn als ze naar zichzelf kijken en hun eigen innerlijk zien. "Hero" werd in diverse landen een grote hit. Het bereikte de nummer 1-positie in de Amerikaanse Billboard Hot 100. In de Nederlandse Top 40 was het nummer goed voor een 10e positie.

## NPO Radio 2 Top 2000
| Nummer met noteringen in de NPO Radio 2 Top 2000 | '99 | '00 | '01  | '02  | '03  | '04  | '05  |
| ------------------------------------------------ | --- | --- | ---- | ---- | ---- | ---- | ---- |
| Hero                                             | 487 | -   | 1496 | 1567 | 1875 | 1548 | 1859 |

1. ↑  Een '-' betekent dat het nummer niet was genoteerd en een vetgedrukt getal geeft de hoogste notering aan.
2. ↑  Deze tabel is bijgewerkt tot en met de laatste editie (2024).